# سلنیس لیوا
سلنیس لِـیوا (انگلیسی: Selenis Leyva؛ زادهٔ ۲۶ مهٔ ۱۹۷۲) بازیگر اهل کوبا و ایالات متحده آمریکا است.
از فیلم‌ها یا برنامه‌های تلویزیونی که وی در آن نقش داشته‌است، می‌توان به نظم و قانون، مظنون، ماریا سرشار از برکت، نارنجی مد جدید است، سکس و شهر ۲، عصر یخبندان: ظهور دایناسورها، عصر یخبندان: رانش قاره‌ای، دیدبان سوم، سوپرانوز، همسر خوب، مظنون، دختران، ابتدایی، پیروی، معاون رئیس‌جمهور، خانم وزیر و مرد عنکبوتی: بازگشت به خانه اشاره کرد.